# كارل إم. نيلسون
كارل إم. نيلسون هو سياسي أمريكي، (و. 1892 – 1962 م). نشط حزبياً في الحزب الجمهوري. وقد انتخب عضو جمعية ولاية ويسكونسن ‏.